# Transport kolejowy w Kazachstanie
Transport kolejowy w Kazachstanie – system transportu kolejowego działający na terenie Kazachstanu.
W Kazachstanie istnieje 16 636 km linii kolejowych z czego 4237 km jest zelektryfikowanych. Linie mają rosyjski rozstaw szyn – 1520 mm. Państwowy przewoźnik to Kazakstan temyr żoły.

## Historia
Pierwsze tory kolejowe na terytorium ówczesnego Kazachstanu (jako części Imperium Rosyjskiego) zostały zbudowane w latach 1893 - 1894. Była to część wąskotorowej (1000 mm) linii z Pokrowskiej Słobody (obecnie miasto Engels) do Uralska, właściwie jednak za początek kolei na terytorium państwa uznaje się budowę linii Orenburg - Taszkent (budowę zakończono w 1904 roku). Ta 1668 kilometrowa magistrala połączyła Rosję z ówcześnie trudno dostępną Azją Centralną. Dalsze lata przebiegały pomyślnie dla rozwoju kazachskiej sieci kolejowej. W latach 1915-1917 połączono Pietropawłowsk z Semipałatyńskiem. W 1930 roku zakończono budowę jednej z znaczniejszych inwestycji tego okresu - Kolei Turkiestańsko-Syberyjskiej, mającej 1944 kilometrów w granicach Kazachstanu. Wartym odnotowania jest utworzenie w 1950 roku odcinka Mointy - Szu, dzięki któremu połączone zostały linia transsyberyjska z linią Turkiestańsko - Sybirską, a jednocześnie była to pierwsza linia przechodząca przez całe terytorium Republiki. Linia, nazywana Transkazachską magistralą kolejową przebiega na trasie: Pietropawłowsk - Kokczetaw -Akmolińsk - Karaganda - Szu. Rok 1964 przyniósł pierwsze próby elektryfikacji kolei w Kazachstanie, jako pierwszy w elektryczną sieć trakcyjną został wyposażony około dwustukilometrowy odcinek Celinograd  - Karaganda. Rozpoczęło to elektryfikację w północnej części kraju. Dalej, w roku 1970 zelektryfikowano 1180 kilometrową trasę Karaganda - Magnitogorsk. Od 1980 zaczęto elektryfikować południowe magistrale Mointy - Szu; Czengeldy  - Arys; Arys - Tyulkubas. W 1990 roku nastąpiło połączenie kolejowej sieci Kazachstanu i Chin. Przełomowym momentem był 31 stycznia 1991 gdy powstała państwowa spółka Kazakstan Temyr Żoły, która do dziś jest państwowym przewoźnikiem.

## Infrastruktura
Sieć kolejowa ma 15530 kilometrów z czego jedynie 27% jest zelektryfikowane. Większość linii - 72% jest jednotorowa.  Sieć trakcyjna posiada napięcie wynoszące 25 kV. Rozstaw szyn wynosi podobnie jak w innych państwach postsowieckich wynosi 1520 mm (Kelbetov, D., 2024) Sieć kolejowa składa się z dziewięciu głównych linii. Ma ona 16 punktów granicznych z sąsiednimi państwami, z czego 11 to połączenia z Rosją, 2 z Chinami i po jednym z Kirgistanem, Uzbekistanem i Turkmenistanem. Większość linii przebiega w kierunkach północ-południe, co jest charakterystyczne dla linii budowanych w okresie istnienia ZSRR. 

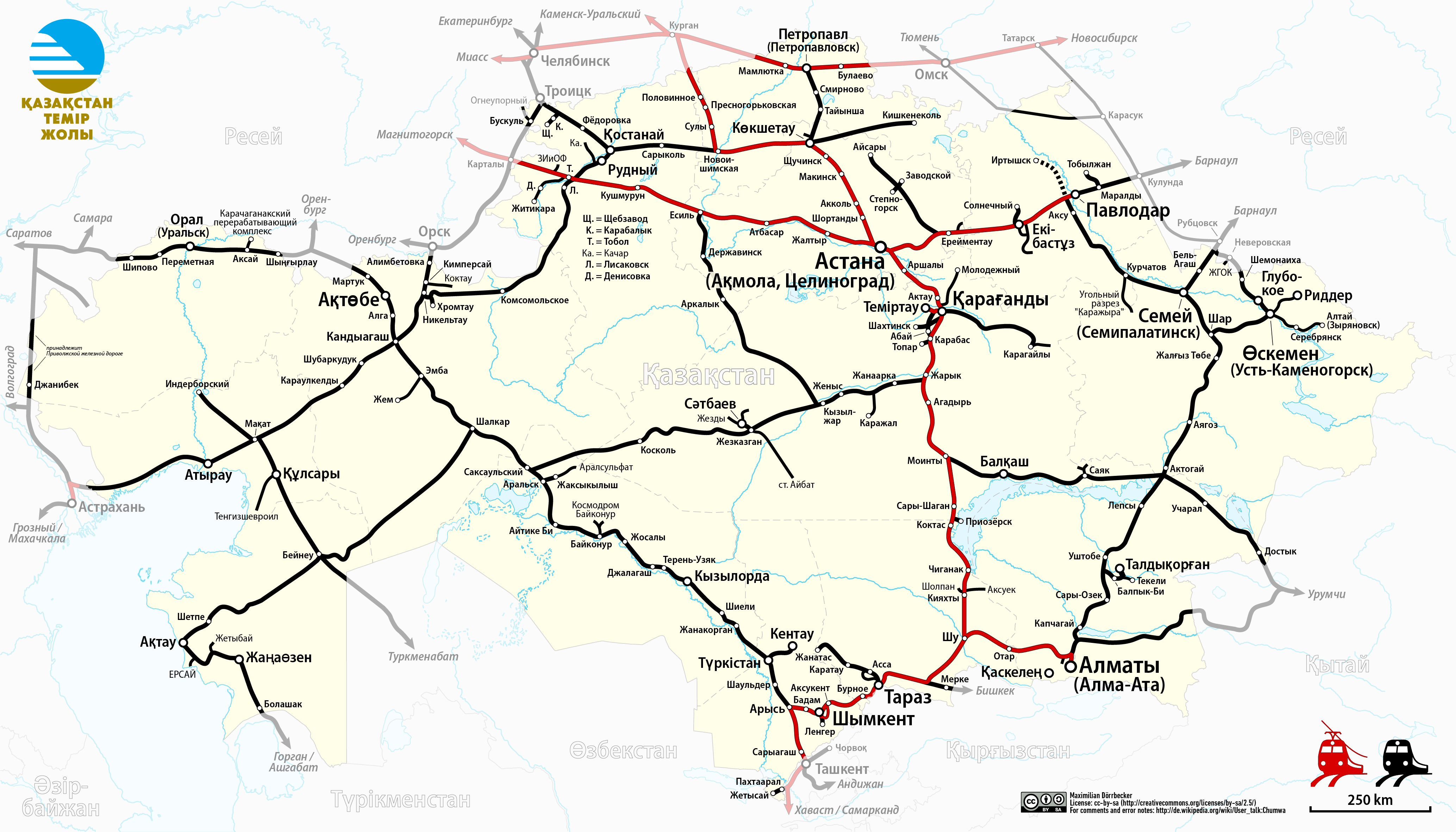
Mapa sieci kolejowej Kazachstanu. Na czerwono linii zelektryfikowane, na czarno linie niezelektryfikowane

## Rola kolei w transporcie
Kolej jest kluczowym środkiem transportu ładunków cargo. Główną przyczyną tego stanu jest mały rozwój sieci drogowej oraz brak dostępu do morza. W 2023 roku koleją przewieziono 52,9% wszystkich towarów. Kazachstan leży na trasie dwóch międzynarodowych korytarzy transportowych - środkowego i północno-południowego, na terenie państwa oba korytarze opierają się na liniach kolejowych (w przypadku środkowego są to także porty Morza Kaspijskiego). Szczególnie cenny dla państwa jest Korytarz Środkowy, ponieważ jest wykorzystywany przy transporcie towarów z Chin do Europy coraz częściej ze względu na możliwość ominięcia Rosji przy transporcie towarów z Chin.

## Problemy Kazachskiej Kolei
Do największych problemów Kazachstanu jest post-sowieckie dziedzictwo, widoczne przede wszystkim w rozplanowaniu sieci - wyraźne jest słabsze skomunikowanie zachodniej części państwa. W oczy rzuca się również fakt, że część zachodnia, północna i wschodnia są dobrze połączone z południowym Kazachstanem, jednakże sieć między nimi jest nierozwinięta dostatecznie dobrze. Kolejnym z problemów infrastrukturalnych jest niski poziom elektryfikacji i niewielka liczba linii dwutorowych, zmniejsza to wydajność transportu. Jednym z wyzwań z którymi mierzy się kolej w kontekście handlu międzynarodowego jest różnica w szerokości torów między Kazachstanem a Chinami i Unią Europejską, co obniża szybkość przewożenia towarów. Warto nadmienić także trudności związane z czynnikami ludzkimi. Dostrzega się niedostatek wykwalifikowanej kadry, która mogłaby działać rozwijająco na rzecz kolei, wynika to przede wszystkim z bardzo niskich pensji, które nie działają motywująco dla podjęcia zatrudnienia. Cały system państwowy Kazachstanu jest wciąż przeszyty korupcją. Kolej i jej pracownicy również jej podlegają z czym wiąże się szereg konsekwencji - marnowanie środków publicznych, działanie wbrew interesowi państwa. Występuje także nepotyzm, przez który systemem nie zarządzają osoby kompetentne.